# يوحنا الإشبيلي
يوحنا الإشبيلي (باللاتينية: Johannes Hispalensis أو Johannes Hispaniensis) هو مترجِم لأعمال من العربية إلى اللاتينية، وهو من أهل القرن الثاني عشر ميلادي.
وهناك خلاف على هوية هذه الشخصية، حيث يرى بعض المؤرخون أن هذا الاسم يعود لشخصين مختلفين.
أحد هذين الشخصين قد يكون Juan Hispano أي بن داود والثاني Juan Hispalese.